# Ола (Светлогорский район)
Ола́ (бел. Ала́) — упразднённая деревня в Светлогорском районе Гомельской области Республики Беларусь. В составе Чирковичского сельсовета. Сожжена в ходе одной из карательных операций в 1944 году. В 2020 году возведён мемориальный комплекс.

## История
Впервые упоминается в 1795 году как населенный пункт в Бобруйском уезде Минской губернии. Её название происходит от одноимённой реки Ола. В деревне насчитывалось 6 дворов и она являлась государственной собственностью.
Согласно переписи населения 1917 года, Ола входила в Паричскую волость и имела 3 хозяйственных двора, где проживало 18 человек. В 1926 — 17 дворов, 79 жителей.
Перед началом Великой Отечественной войны в Оле было 34 двора и проживало 168 жителей. Оккупирована немецко-фашистскими захватчиками в конце июля 1941 г.
Утром 14 января 1944 года карательный отряд окружил деревню. Жителей загоняли в дома, которые затем поджигали. Всех сопротивлявшихся расстреливали из пулемётов и автоматов. Всего было убито 1758 мирных жителей, из них 100 мужчин, 508 женщин и 950 детей.
Однако, некоторым жителям все же удалось выжить. Например, Гаврила Кондратьевич Зыкун за несколько часов до трагедии ушёл в лес со своей семьей и вернулся через несколько дней, а по возвращении нашёл только сгоревшие дома и трупы людей. Ольга Курлович вместе сыном притворилась мертвой среди мертвых людей. Артем Устименко, который был членом партизанского отряда, тоже стал свидетелем расправы оккупантов. В тот день он пришёл в родной дом, а когда каратели окружили деревню спрятался на чердак. Затем Устименко почувствовал запах дыма и, спрыгнув с чердака, спрятался в кусты, пролежав там до вечера.
В 1945 году в Брянске состоялся суд над карателями-преступниками. В качестве свидетелей присутствовали Артем Устименко и Ольга Курлович.
В 2012 году деревня Ола упразднена.

## Население

### Численность
- 2012 год — 0 жителей

### Динамика
- 2012 год — 0 жителей

## Достопримечательность
В 1958 году на братской могиле, в которой захоронены мирные жители и советские воины, был установлен памятник — скульптура коленопреклоненного солдата с венком.
В 2020 году в результате реконструкции братского захоронения на территории Олы создан мемориальный комплекс «Ола» в честь погибших жителей, который включает три функциональные зоны: входную группу, мемориальную зону (на территории, примыкающей к существующему братскому захоронению) и соединяющий их пешеходный маршрут по бывшей деревенской улице.
В центре мемориальной зоны — символичный крест и колокол. Рядом — звонница в виде стилизованного деревенского сарая с количеством колоколов по числу деревень, жители которых здесь погибли.
Мемориальный комплекс «Ола» — филиал государственного учреждение культуры «Светлогорский историко-краеведческий музей». Расположен в урочище Ола.

## Галерея

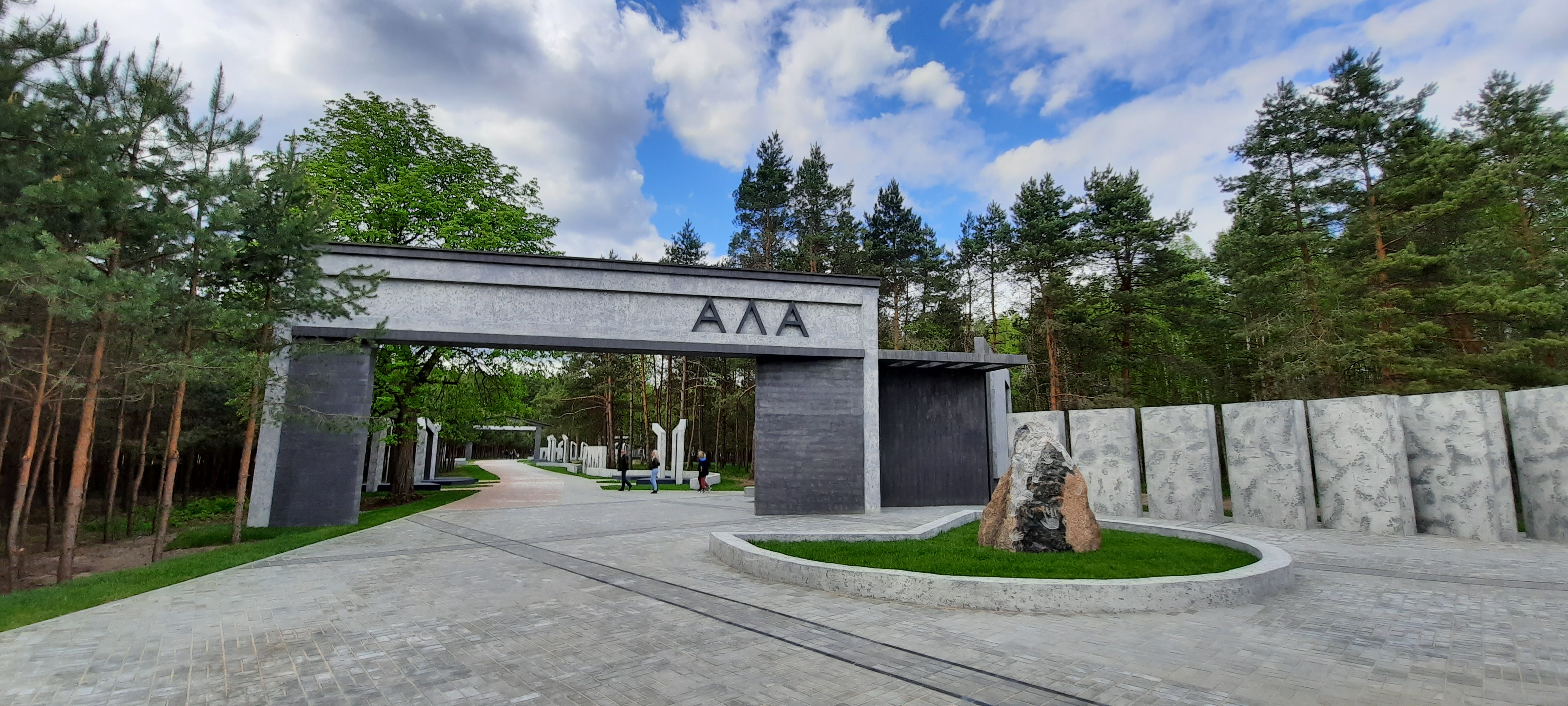
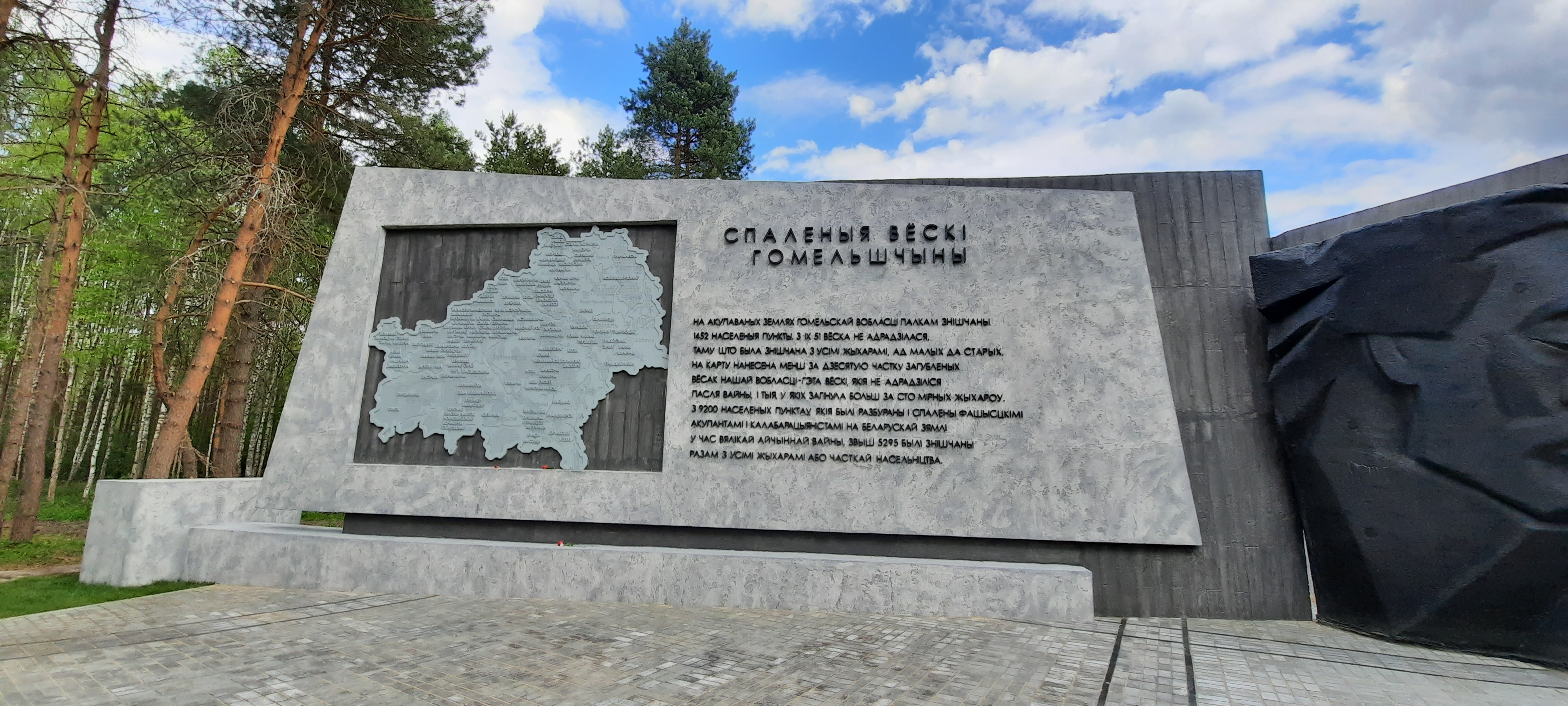
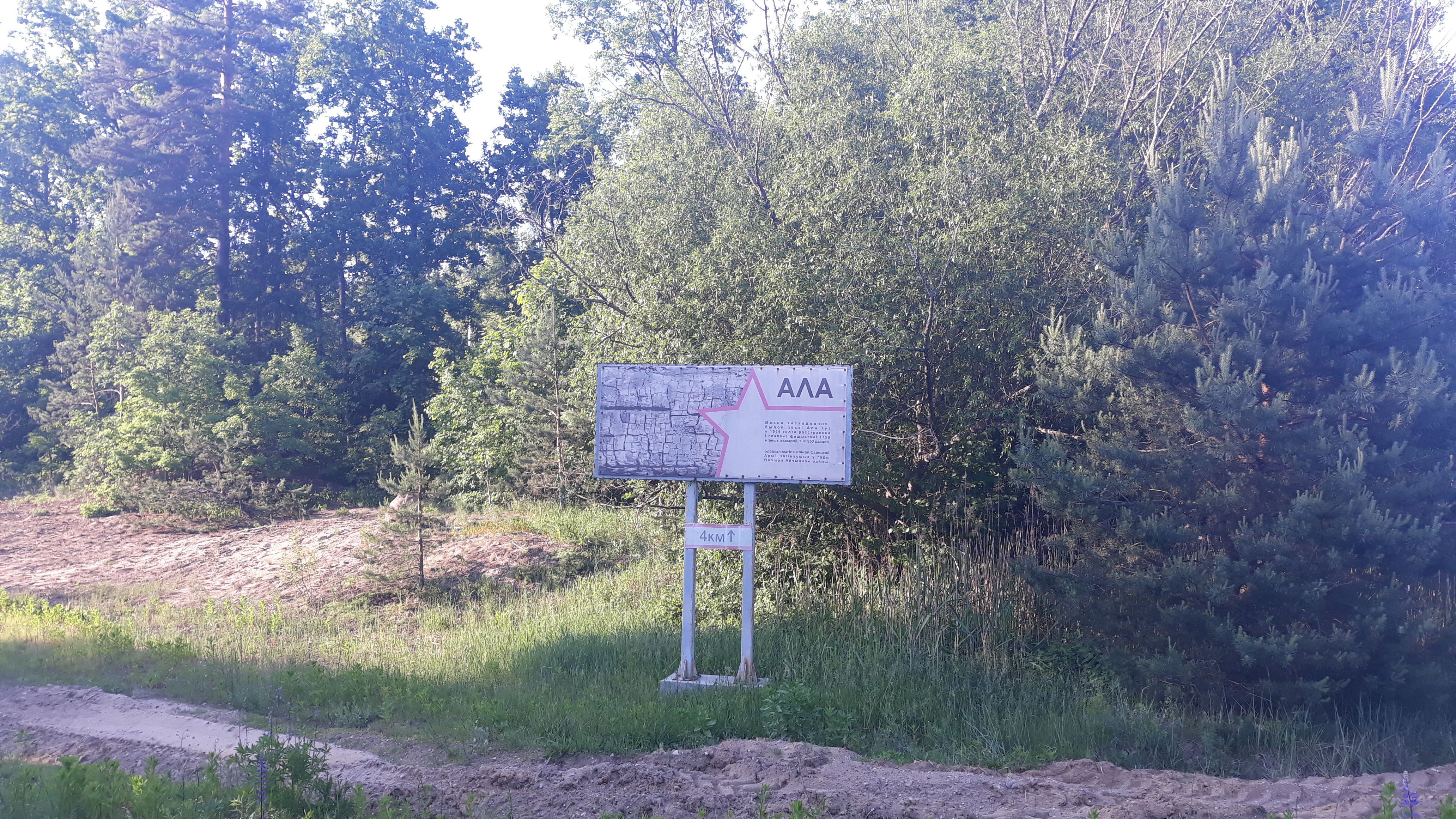
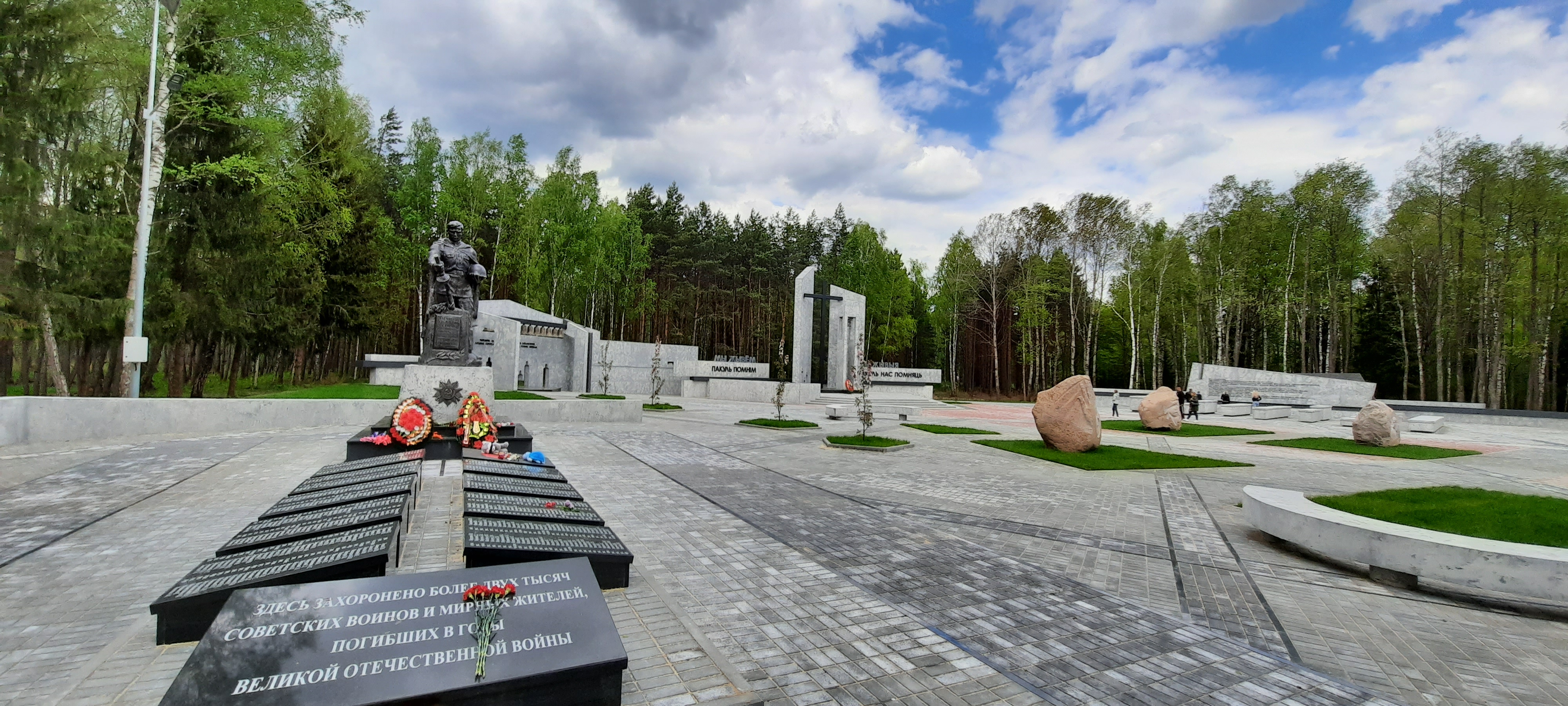
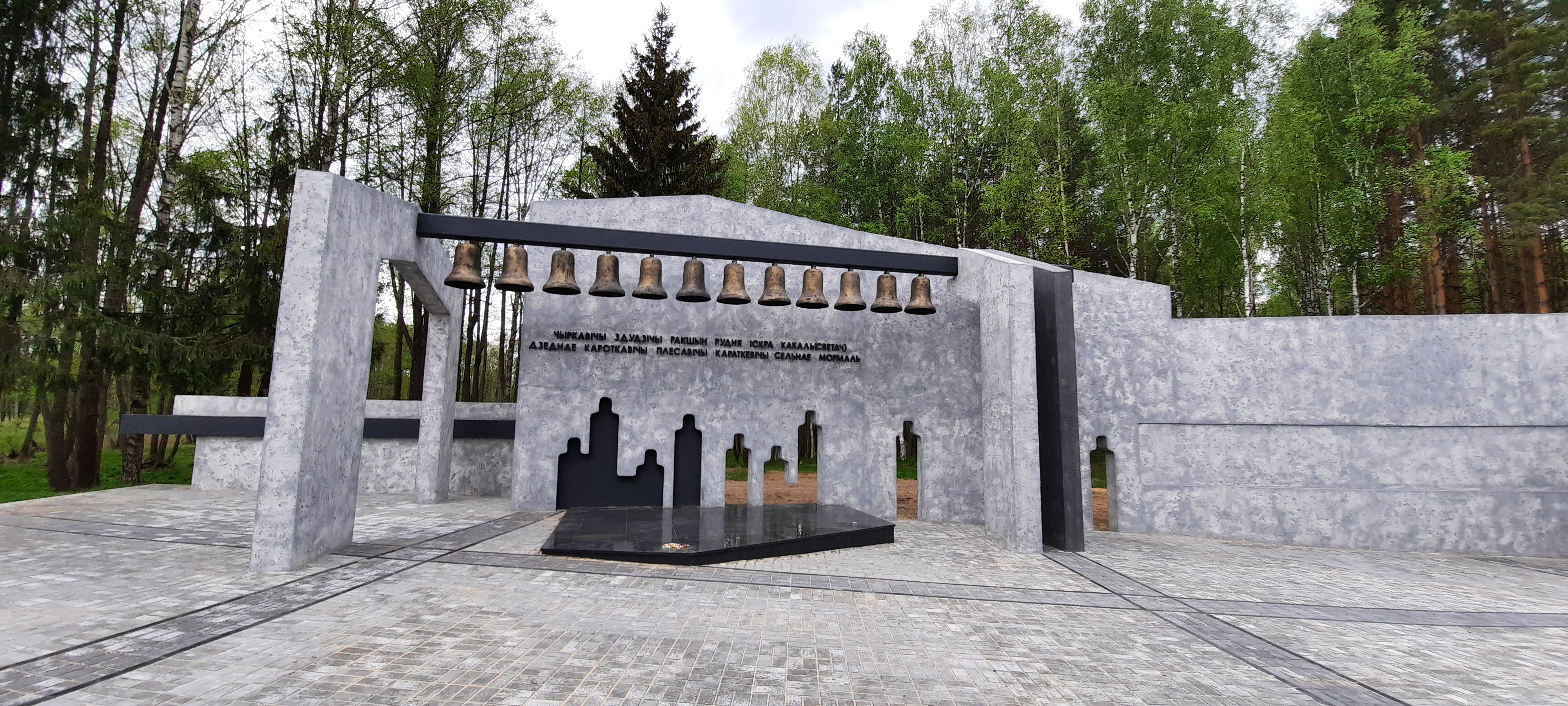
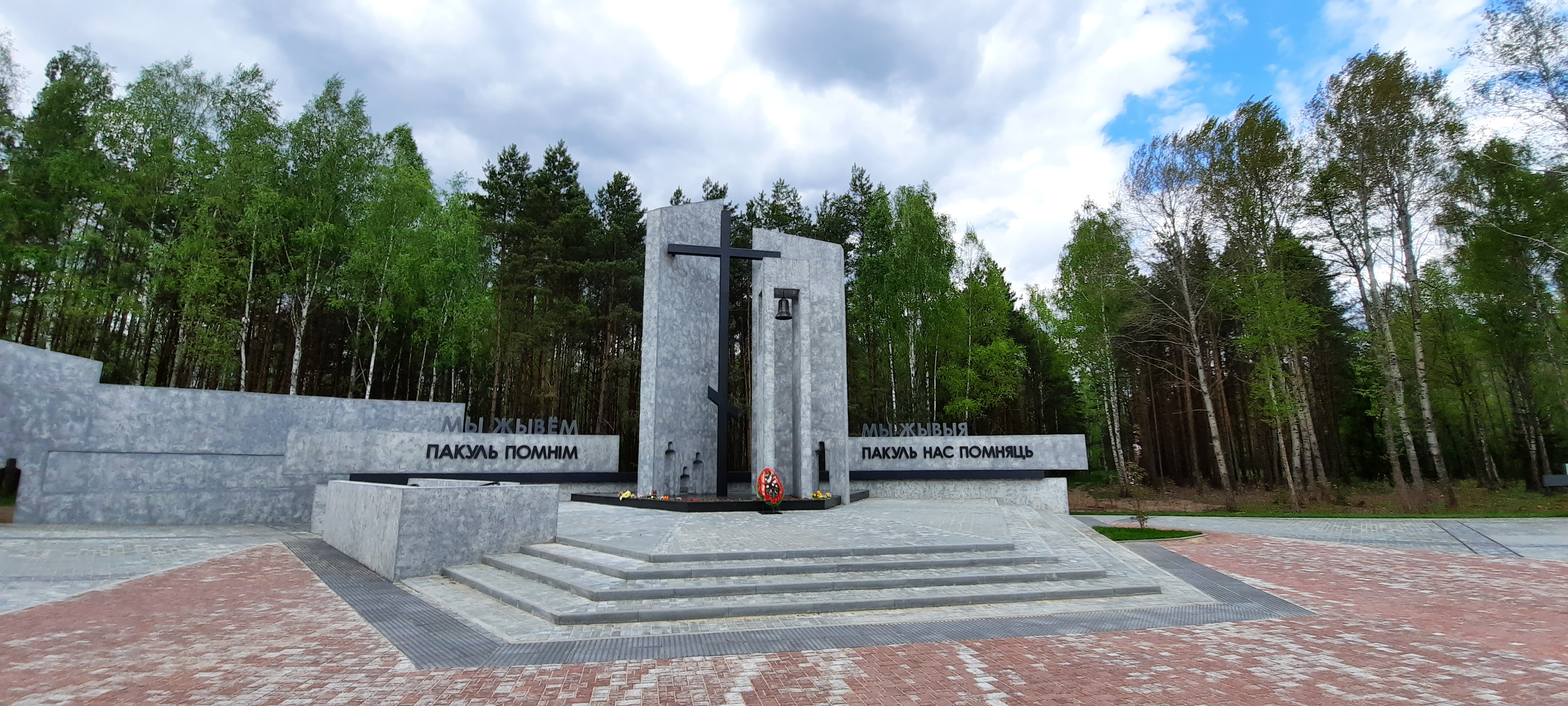
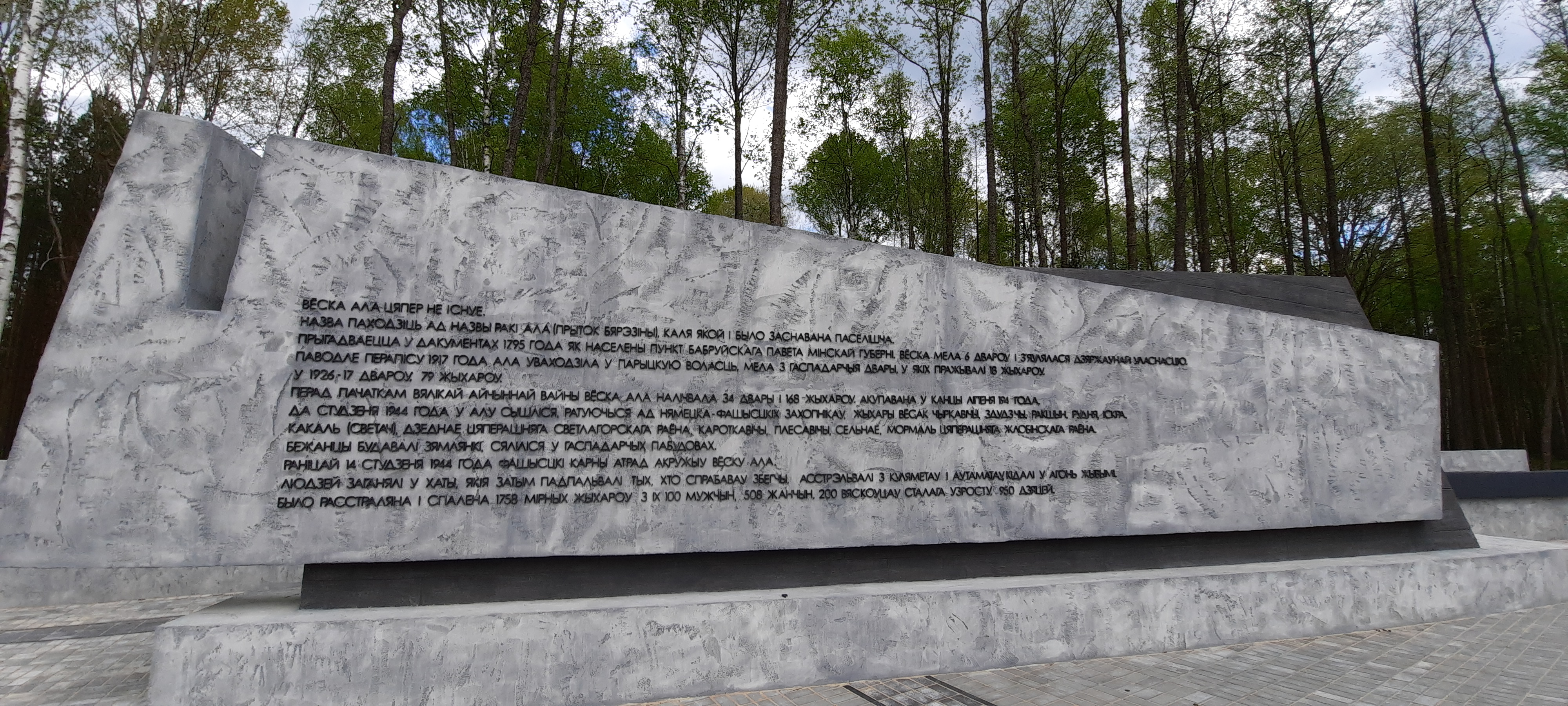
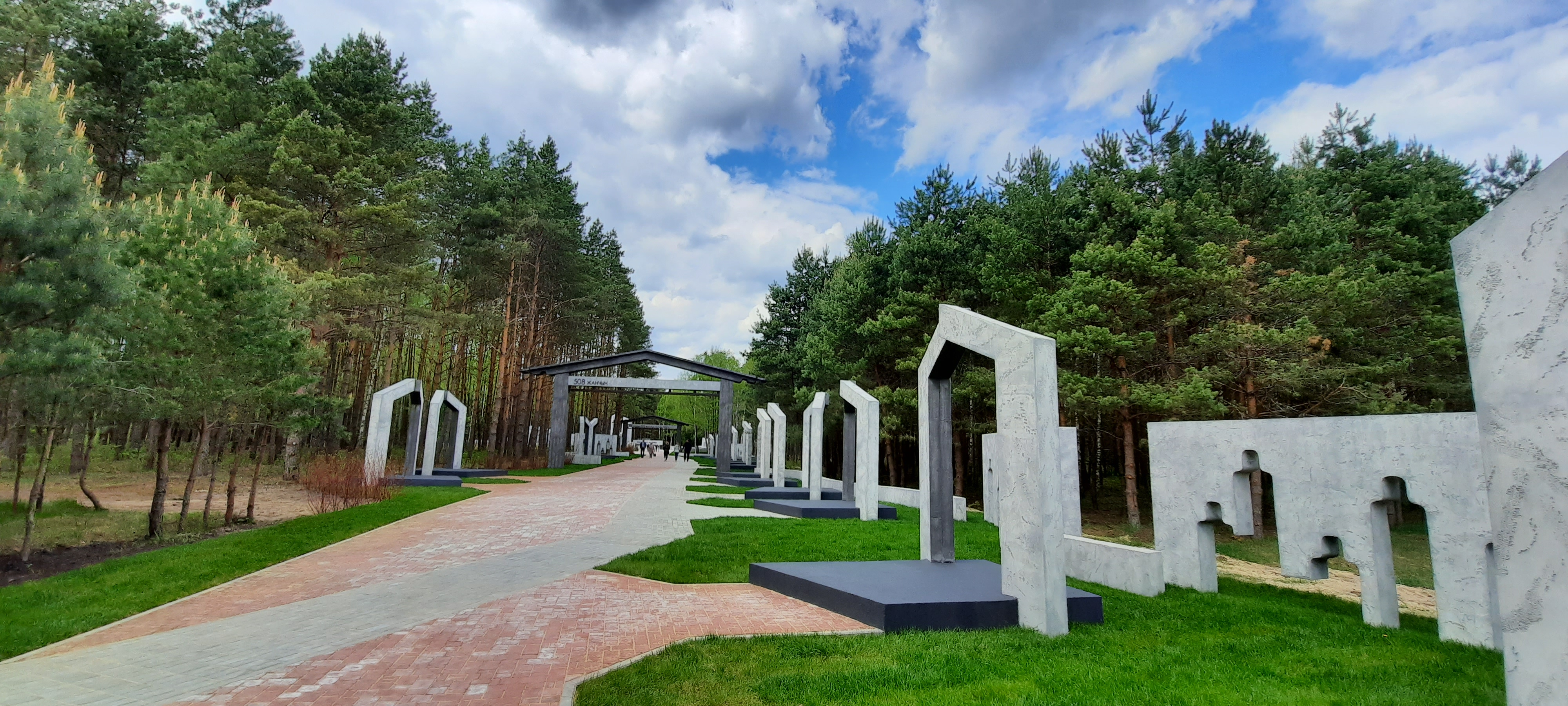